# Волохова, Анна Исааковна
Анна Исааковна Волохова (25 апреля [8 мая] 1911 — 1 апреля 2000) — советский звукооператор.

## Биография
Анна Исааковна Волохова — советский звукооператор киностудии «Ленфильм» — родилась 25 апреля (8 мая) 1911 года.
В 1935 году окончила эксплуатационный факультет Ленинградского института киноинженеров. В этом же году была принята в штат киностудии «Ленфильм».
Член Союза кинематографистов СССР (Ленинградское отделение).
Скончалась 1 апреля 2000 года.

## Фильмография
- 1939 — Доктор Калюжный  (Режиссёры-постановщики: Эраст Гарин, Хеся Локшина)
- 1939 — Танкисты  (совместно с Арнольдом Шаргородским) (Режиссёры-постановщики: Зиновий Драпкин, Роберт Майман)
- 1940 — Голос Тараса  (короткометражный) (совместно со Львом Вальтером) (Режиссёр-постановщик: Владимир Фейнберг)
- 1955 — Гвоздь программы  (короткометражный) (Режиссёр-постановщик: Николай Лебедев)
- 1955 — Дело  (фильм-спектакль) (Режиссёр-постановщик: Геннадий Казанский)
- 1956 — Она Вас любит!  (Режиссёры-постановщики: Семён Деревянский, Рафаил Суслович)
- 1957 — Всего дороже  (Режиссёры-постановщики: Юрий Музыкант, С. Селектор)
- 1958 — Пучина  (Режиссёры-постановщики: Антонин Даусон, Юрий Музыкант)
- 1959 — Дорога уходит вдаль  (Режиссёр-постановщик: Анатолий Вехотко
- 1959 — Жеребёнок  (короткометражный) (Режиссёр-постановщик: Владимир Фетин)
- 1960 — До будущей весны  (Режиссёр-постановщик: Виктор Соколов)
- 1961 — Девчонка, с которой я дружил  (Режиссёр-постановщик: Николай Лебедев)
- 1962 — Душа зовёт  (короткометражный) (совместно с Ростиславом Лапинским) (Режиссёры-постановщики: Александр Борисов, Максим Руф)
- 1962 — Прошлым летом  (короткометражный) (Режиссёр-постановщик: Виктор Трегубович)
- 1963 — Мандат  (Режиссёр-постановщик: Николай Лебедев)
- 1965 — Знойный июль  (Режиссёр-постановщик: Виктор Трегубович)
- 1966 — Снежная королева  (Режиссёр-постановщик: Геннадий Казанский)
- 1968 — Удар! Ещё удар!  (Режиссёр-постановщик: Виктор Садовский)
- 1969 — Невероятный Иегудиил Хламида  (Режиссёр-постановщик: Николай Лебедев)
- 1971 — Найди меня, Лёня!  (Режиссёр-постановщик: Николай Лебедев)
- 1971 — Ход белой королевы  (совместно с Элеонора Казанская) (Режиссёр-постановщик: Виктор Садовский)
- 1974 — В то далёкое лето  (Режиссёр-постановщик: Николай Лебедев)
- 1975 — Одиннадцать надежд  (Режиссёр-постановщик: Виктор Садовский)
- 1976 — Потерянный кров  (Режиссёр-постановщик: Альмантас Грикявичюс)

#### Звукооператор дубляжа
- 1957 — Наурис  (Режиссёр-постановщик: Леонид Лейманис) (Рижская киностудия)
- 1959 — Тайна крепости  (Режиссёр-постановщик: Алисэттар Атакишиев) («Азербайджанфильм»)
- 1959 — Токтогул  (Режиссёр-постановщик: Владимир Немоляев) («Узбекфильм»)
- 1960 — В дождь и в солнце  (Режиссёр-постановщик: Герберт Раппапорт) («Таллинфильм»)
- 1961 — Канонада  (Режиссёр-постановщик: Арунас Жебрюнас) (Литовская киностудия)
- 1963 — Оглянись в пути  (Режиссёр-постановщик: Кальё Кийск) («Таллинфильм»)
- 1965 — «Тобаго» меняет курс  (Режиссёр-постановщик: Александр Лейманис) (Рижская киностудия)
- 1965 — Никто не хотел умирать  (Режиссёр-постановщик: Витаутас Жалакявичюс) (Литовская киностудия)
- 1966 — Нужный человек  (Режиссёр-постановщик: Борис Долинов) («Таджикфильм»)
- 1967 — Девушка в чёрном  (Режиссёр-постановщик: Вельё Кяспер) («Таллинфильм»)
- 1969 — Да будет жизнь  (Режиссёр-постановщик: Альмантас Грикявичус) (Литовская киностудия)
- 1971 — Вот так чемпионы!  (кукольный) (Режиссёр-постановщик: Хейно Парс) («Таллинфильм»)
- 1975 — В клешнях чёрного рака  (Режиссёр-постановщик: Александр Лейманис) (Рижская киностудия)
- 1977 — Жёлтый тондыр  (Режиссёр-постановщик: Геральд Бажанов) («Арменфильм»)
- 1978 — Смилуйся над нами  (Режиссёр-постановщик: Альгирдас Араминас) (Рижская киностудия)
- 1979 — Отель «У погибшего альпиниста»  (Режиссёр-постановщик: Григорий Кроманов) («Таллинфильм»)
- 1951 — Жизнь одной женщины  (Режиссёр-постановщик: Накамура Нобору) (Япония)
- 1956 — Путешествие Гонзика  (Режиссёр-постановщик: Милан Вошмик) (ЧССР)
- 1959 — Огни на границе  (Режиссёр-постановщик: Линь Нун) (Китай)
- 1964 — Подвиги Геракла  (Режиссёр-постановщик: Пьетро Франчиши) (Италия)
- 1964 — Сангам  (Режиссёр-постановщик: Радж Капур) (Индия)
- 1965 — Добрый дракон  (Режиссёры-постановщики: Тран Ву, Хи Тхань) (СРВ)
- 1965 — Свет  (Режиссёр-постановщик: Абдель Моним) (Египет)
- 1966 — Битва за Алжир  (Режиссёр-постановщик: Джилло Понтекорво) (Италия)
- 1968 — Лев готовится к прыжку  (Режиссёр-постановщик: Дьёрдь Ревес) (Венгрия)
- 1969 — Без права на жизнь  (Режиссёр-постановщик: Тадаси Имаи) (Япония)
- 1969 — Загадка «мерседес»  (Режиссёр-постановщик: Гюнтер Продль) (ГДР)
- 1969 — Семья Тоот  (Режиссёр-постановщик: Золтан Фабри) (Венгрия)
- 197? — Если бы я был...  (Режиссёр-постановщик: Зофья Олдак) (Польша)
- 1970 — Элиза, или Настоящая жизнь  (Режиссёр-постановщик: Мишель Драш) (Франция/Алжир)
- 1971 — Кто ты?  (Режиссёр-постановщик: Вернер Краузе) (ГДР)
- 1971 — Матиас Кнайсель  (Режиссёр-постановщик: Райнхард Хауфф) (ФРГ)
- 1971 — Необыкновенный день  (Режиссёр-постановщик: Бербль Бергманн) (ГДР)
- 1971 — Преступление во имя порядка  (Режиссёр-постановщик: Марсель Карне) (Франция/Италия)
- 1972 — Испанки в Париже  (Режиссёр-постановщик: Роберто Бодегас) (Испания)
- 1974 — Парад  (Режиссёр-постановщик: Жак Тати) (Франция)
- 1974 — Трое на снегу  (Режиссёр-постановщик: Альфред Форер) (ФРГ)
- 1975 — Абу-Рабия  (Режиссёр-постановщик: Надир Галляль) (Египет)
- 1975 — Живущие свободными  (Режиссёр-постановщик: Джек Коуффер) (США)
- 1975 — Конец ночи  (Режиссёр-постановщик: Шьям Бенегал) (Индия)
- 1975 — Между ночью и днём  (Режиссёр-постановщик: Хорст Брандт) (ГДР)
- 1976 — Бетховен — дни жизни  (Режиссёр-постановщик: Хорст Зееман) (ГДР)
- 1976 — В пыли звёзд  (Режиссёр-постановщик: Готфрид Кольдиц) (ГДР)
- 1976 — Заколдованный замок  (кукольный) (Режиссёр-постановщик: Вернер Крауссе) (ГДР)
- 1976 — Однажды в сильный туман…  (кукольный мультфильм) (Режиссёр-постановщик: Бжетислав Пояр) (ЧССР)
- 1976 — Освобождение Праги  (Режиссёр-постановщик: Отакар Вавра) (ЧССР)
- 1976 — Просчёт лейтенанта «Слейда»  (Режиссёр-постановщик: Петер Шамони) (ФРГ)
- 1977 — Чукиаго  (Режиссёр-постановщик: Антонино Эгино) (Боливия)
- 1978 — Запах земли  (Режиссёр-постановщик: Дамдин) (Монголия)
- 1978 — Крик петуха  (Режиссёр-постановщик: Стефан Димитров) (Болгария)
- 1978 — Экипаж сошёл на берег  (Режиссёр-постановщик: Йоахим Хаслер) (ГДР)
- 1979 — Прощай, моя малышка  (Режиссёр-постановщик: Лотар Варнеке) (ГДР)
- 1980 — Всё из-за близнецов  (Режиссёр-постановщик: Жигжид) (Монголия)
- 1980 — Тщетное путешествие Иоганна Себастьяна Баха к славе  (Режиссёр-постановщик: Виктор Викас) (ГДР)
- 1980 — Тырновская царица  (Режиссёр-постановщик: Янко Янков) (Болгария)
- 1981 — Швед, пропавший без вести  (Режиссёр-постановщик: Петер Бачо) (Венгрия)
- 1982 — Вода... вода...  (Режиссёр-постановщик: Балачандар) (Индия)
- 1983 — Шабана  (Режиссёр-постановщик: Назеф Шабаб) (Пакистан)

## Признание и награды
- Медаль «За трудовую доблесть» (6 марта 1950) — за выдающиеся заслуги в развитии советской кинематографии, в связи с 30-летием[1]

Была звукооператором на фильмах, которые были отмечены на советских и международных кинофестивалях:
- 1959 — Жеребёнок — Приз объединения промышленности в Оберхаузене фильму на VII МКФ короткометражных фильмов в Оберхаузене, ФРГ (1961).
- 1968 — Удар! Ещё удар! — Приз «Хрустальный футбольный мяч»; Диплом Комитета по физической культуре и спорту при СМ СССР; Диплом Центрального Совета Союза спортивных обществ и организаций СССР на 3-м ВКФ (1968).
- 1971 — Ход белой королевы — Третий приз «Бронзовая медаль» на IV ВКФ спортивных фильмов в Одессе, УССР (1972); Приз «Хрустальный кубок» Комитета по физической культуре и спорту при СМ СССР и Федерации спортивного кино СССР на V ВКФ (1972); Почетный диплом фильму на XXIII МКФ трудящихся в (ЧССР) (1972); Гран-при на XXVII МКФ спортивных фильмов в Кортина д’Ампеццо, Италия (1972); Главный приз «Золотой рододендрон» на XXI МКФ фильмов «Читта ди Тренто» о горах и их исследованиях в Тренто, Италия (1973).